# سيجار بلاك اند مايلد
Black & Mild:
يُعد السيجار Black & Mild من فئة السجائر التبغية الصغيرة التي تم تصنيعها آليًا. يتميز هذا السيجار بورقة خارجية مصنوعة من تبغ الأنابيب المجمع ويُباع مع خيارات مختلفة لأطرافه، سواء كانت بلاستيكية أو خشبية. بالإضافة إلى النسخ الأصلية، هناك أيضًا إصدارات أخرى مثل السجائر غير المزوّدة بأطراف والإصدارات المختصرة التي تأتي بحجم نصف الحجم الأصلي.
الشعار "طعم رائع! رائحة جميلة!" يُستخدم للإشارة إلى الرائحة اللطيفة التي ينبعث منها دخان هذا السيجار. تُضيف رائحة الدخان الحلوة إلى تجربة التدخين وتزيد من جاذبيته.
معلومات إضافية:
- يتميز Black & Mild بمذاقه الفريد ورائحته اللطيفة، مما يجعله خيارًا شائعًا في عالم التدخين.
- ينتمي هذا السيجار إلى تراث صناعة التبغ الأمريكية وقد اكتسب شهرة كبيرة بين عشاق التبغ.
- يُقدر السيجار Black & Mild لتقديم تجربة تدخين مميزة ولذيذة للمدخنين.
- تتوفر مجموعة متنوعة من النكهات والأنماط لهذا السيجار، مما يتيح للمدخنين تلبية تفضيلاتهم.

معلومات عن الشركة المصنعة:
- تم تصنيع السيجار Black & Mild بواسطة شركة جون ميدلتون، وهي شركة تبغ مقرها في ليمريك، بنسلفانيا.[1]

في نوفمبر 2007، تم استحواذ شركة Altria، الشركة الأم لشركة Philip Morris، على John Middleton، 